# Jenny Armstrong
Jennifer Margaret Armstrong (conocida como Jenny Armstrong; Dunedin, Nueva Zelanda, 3 de marzo de 1970) es una deportista australiana que compitió en vela en la clase 470.
Participó en tres Juegos Olímpicos de Verano, entre los años 1992 y 2004, obteniendo una medalla de oro en Sídney 2000, en la clase 470 (junto con Belinda Stowell), y el cuarto lugar en Barcelona 1992. Ganó dos medallas de plata en el Campeonato Mundial de 470, en los años 2000 y 2001.
En 2001 fue condecorada con la Medalla Deportiva Australiana y con la Medalla de la Orden de Australia (OAM).

## Palmarés internacional
| \| Juegos Olímpicos \| Juegos Olímpicos \| Juegos Olímpicos \| Juegos Olímpicos \| \| Año \| Lugar \| Medalla \| Clase \| \| ------------------ \| ---------------------- \| ---------------- \| ---------------- \| \| 2000 \| Sídney (Australia) \| Medalla de oro \| 470 \| \| Campeonato Mundial \| \| \| \| \| Año \| Lugar \| Medalla \| Clase \| \| 2000 \| Balatonfüred (Hungría) \| Medalla de plata \| 470 \| \| 2001 \| Koper (Eslovenia) \| Medalla de plata \| 470 \| |                        |                  |       |
| Juegos Olímpicos |                        |                  |       |
| Año | Lugar                  | Medalla          | Clase |
| 2000 | Sídney (Australia)     | Medalla de oro   | 470   |
| Campeonato Mundial |                        |                  |       |
| Año | Lugar                  | Medalla          | Clase |
| 2000 | Balatonfüred (Hungría) | Medalla de plata | 470   |
| 2001 | Koper (Eslovenia)      | Medalla de plata | 470   |